# فوتبال در بلغارستان
فوتبال (بلغاری: футбол) پرطرفدارترین ورزش در بلغارستان است. این ورزش در ۱۸۹۳–۱۸۹۴ توسط معلمان ژیمناستیک سوئیسی که به بلغارستان دعوت شده بودند، به این کشور معرفی شد.